# Hambuch Vendel
Dr. Hambuch Vendel (Wendelin Hambuch, Mucsi, 1940. december 8. – Budapest, 2012. július 14.) magyarországi sváb (frank) újságíró, történész, nyelvész, kisebbségkutató, számos magyarországi német nemzetiséggel foglalkozó könyv és monográfia szerzője.

## Élete
A családját 1948. január 25-én kényszerrel telepítették ki a falujukból, testvéreivel elszökött majd egy ideig bujkálni kényszerültek, amíg helyre nem állt a rend.
A szülőfalujában, Mucsiban járt általános iskolába, majd a budapesti Eötvös József Gimnáziumban tette le az érettségi vizsgát. Az Eötvös Loránd Tudományegyetemen német–történelem szakos hallgatóként szerzett diplomát. Az egyetemet követően egy évig tanított, majd a Magyar Rádió egyik pályázatát megnyerte, melynek köszönhetően 1964 és 2001 között munkatárs, majd főmunkatárs, a Külföldi Adások Szerkesztőségének (KAF) Német Szekciójának volt a riportere. A pártba nem lépett be, sem munkásőr, sem besúgó nem volt, a politikát kerülte. Lelkiismeretesen végezte munkáját, számos riportot készített egyszerű paraszt-, munkásemberekkel, valamint a német nyelvet jól értelmiségiekkel, ezenfelül több NSZK-beli vezető politikussal és közéleti személyiséggel (pl. Franz Josef Strauss, Willy Brandt, Helmut Schmidt).
A St. Gerhardswerk Ungarn e.V. (Szent Gellért Katolikus Egyesület), a Deutscher Kulturverin Budapest (Német Kultúregyesület – Budapest), a Terézvárosi (Budapest VI. kerület) Német Önkormányzat elnöke és a Fővárosi Német Önkormányzat tagja.

## Munkássága
Szakterülete a fuldai nyelvjárás, és a fuldai apátság (Stift Fulda) területéről betelepített németség történetének és ennek a nyelvjárásnak (stifoller) a kutatása, mivel szülőfaluja, Mucsi is ebbe a nyelvjárásba tartozik. 13 megjelent könyve is ezt a témát járja körül.
1981: Legtöbbet olvasott könyve a Der Weinbau von Pusztavam/Pusstawahn – Der Wortschatz des Weinbaus in der deutschen Mundart von Pusztavam (Pusztavámi szőlőművelés – a pusztavámi szőlőművelés a német nyelvjárásban, Tankönyvkiadó) és
1989-ben a Mutsching/Mucsi in der Schwäbischen Türkei (Mucsi, egy sváb falu története, Tankönyvkiadó.
Pusztavám hagyományos szőlőműveléséről írt könyvvel doktorált 1981-ben. 
1986-ban Markáns sváb személyiségek című kötete jelent meg.
1987-ben szerkesztette a 300 éves együttélés – A magyarországi németek történetéből nevű kétkötetes művet. Szülőfalujáról, Mucsiról írt könyvével megszerezte a történettudományok kandidátusa című akadémiai fokozatot.
1989-ben megalapította közösen Dr. Glatz Ferenccel a Magyar-NSZK Baráti Társaságot
1990-ben megjelent, Magyarországi németek elhurcolása című kötetnek társszerkesztője és társírója volt.
2001-ben a millenniumi kötete jelent meg: 1100 Jahre deutsch–ungarische christliche Beziehungen.
1994-ben adták ki a Jakob Bleyerről szerkesztett könyvét. 
1998-ban szerkesztette a Hazai németek az 1848/49-es forradalomban és szabadságharcban című kis könyvet.
1998: Németek Budapesten;
1999: Deutsche in Budapest;
2002: Deutsche in der Innenstadt-Leopoldstadt;
2003: Deutsche im Burgviertel.
Mindegyiknek ő volt szerkesztője és társszerzője.

## Források